# Campionati francesi di sci alpino 1969
I Campionati francesi di sci alpino 1969 si disputarono a Villard-de-Lans; furono assegnati i titoli di slalom gigante, slalom speciale e combinata, sia maschili sia femminili, e di discesa libera femminile.

## Risultati
| Specialità      | Uomini     | Donne            |
| --------------- | ---------- | ---------------- |
| Discesa libera  | annullata  | Florence Steurer |
| Slalom gigante  | Alain Penz | Ingrid Lafforgue |
| Slalom speciale | Alain Penz | Florence Steurer |
| Combinata       | Alain Penz | Florence Steurer |